# 民眾安全服務隊總部

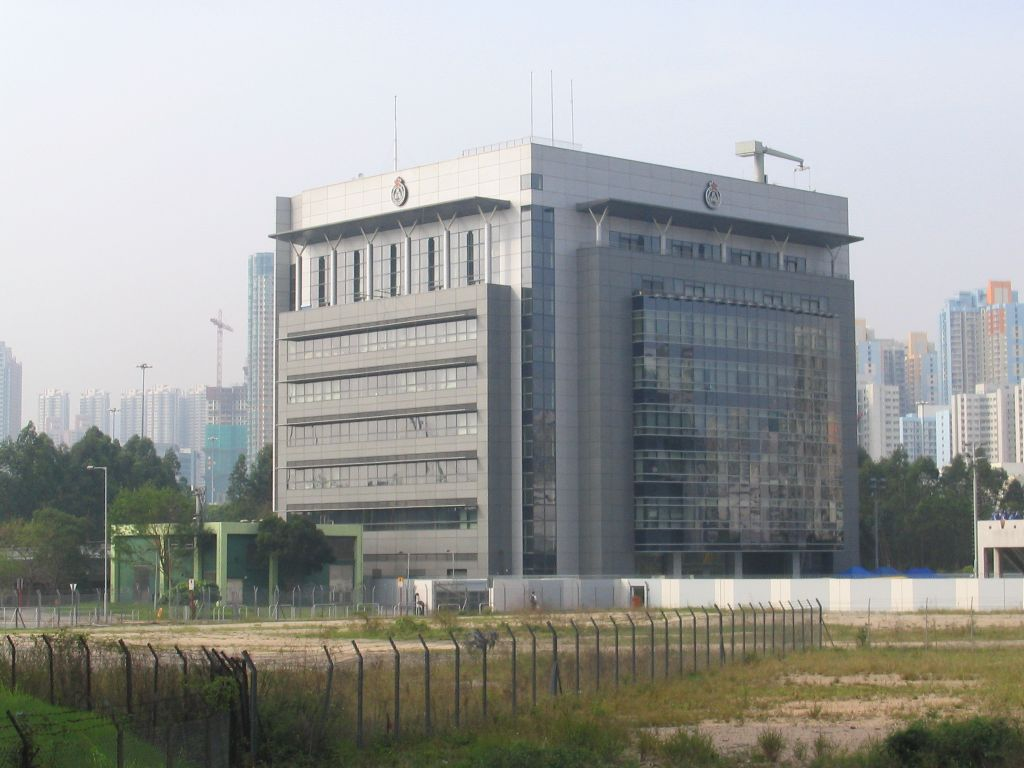
民眾安全服務隊總部大樓

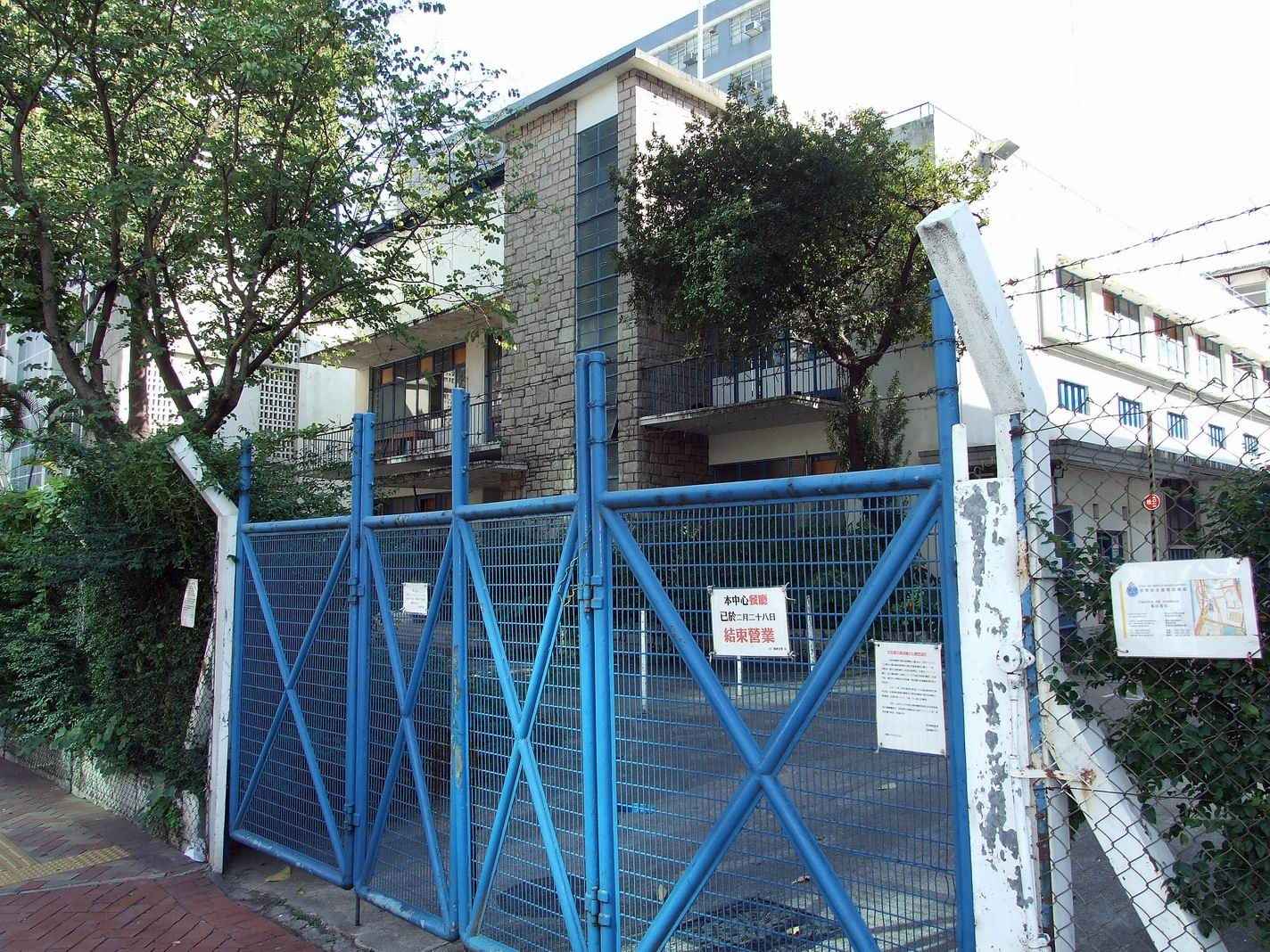
舊民安隊九龍訓練中心

民眾安全服務隊總部（英語：Civil Aid Service Headquarters），位處於香港九龍油麻地西渡華路8號，鄰近西九龍公路及新油麻地避風塘，接連消防處西九龍救援訓練中心；總部樓高8層，建築面積達11,250平方米，大樓內為民眾安全服務隊提供現代化的訓練設施、行動及指揮設施，包括課室、飯堂、禮堂、體適能訓練中心、中央指揮中心及天台花園等等。總部大樓於2006年8月11日由時任行政長官曾蔭權及時任民眾安全服務隊處長梁乃鵬博士主持開幕。
新大樓取代了民眾安全服務隊在銅鑼灣加路連山道100號、於1970年代啟用的舊總部大樓、位於九龍城的九龍訓練中心及位於紅磡的少年團訓練中心。

## 民安隊指揮中心[1]
成立背景
民安隊指揮中心（下稱：指揮中心）於1999年10月1日設立，目的是將以往基於地理因素劃分並分別運作的三個區域總部合併，令部隊在應急行動中達至更高效率。
組織
指揮中心位於總部大樓 6 樓 618 室，由指揮核心組負責日常運作，行動時會配合通訊中隊、運輸中隊、福利中隊及器材中隊一起協助當值行動指揮官執行指揮調配工作。
角色及功能
民安隊需肩負各式各樣的值勤職務，支援常規部隊及政府部門。在部隊執行緊急任務時，指揮中心便擔當著行動指揮及協調的角色。
在執行拯救任務期間，指揮中心內的行動指揮官會按各種緊急情況進行指揮、監控及處理所有的資源調配行動。遇有嚴重緊急事故，指揮中心亦成為民安隊與其他政府部門、非政府組織及公用事業機構的聯絡中心。
指揮中心亦經常派遣聯絡主任前往其他政府部門的緊急事故控制中心以及保安局轄下的應急事故監控及支援中心，向他們提供有關民安隊資源的最新訊息，並與其他應急行動工作人員保持緊密聯繫。
執勤
每當指揮中心啟動，區域 / 部隊 / 團總指揮級別的指揮官會輪流擔當行動指揮官，負責指揮及監控整項行動；與此同時，兩名由行動指揮官所屬區域或部隊調派的行動副指揮官，亦會駐守在指揮中心內處理各項應急工作。指揮核心組的工作人員則協助調派人手、記錄資料、保持與所有當值人員的緊密聯繫，同時更新所有數據，以便行動指揮官能有效地調動資源。而通訊中隊、運輸中隊、福利中隊及器材中隊等的暫駐人員，則會向執行應急行動的民安隊人員提供後勤支援。

## 外部連結
- 民眾安全服務隊新總部大樓開幕（附圖） （页面存档备份，存于）

1. ↑  . www.cas.gov.hk.   [2019-04-28]. （原始内容存档于2018-11-22）.